# Середня стать
«Сере́дня стать» (англ. Middlesex) — роман американського письменника грецького походження Джеффрі Євгенідіса, виданий 2002 року. За цю книжку, що швидко стала бестселером, 2003 року автор отримав Пулітцерівську премію. У світі продано понад 4 млн екземплярів книжки.
У книжці розповідається про Калліопу Стефанідіс, що стала інтерсексом Каллом, і три покоління греко-американської сім'ї Стефанідісів. Хоча книжка не є автобіографією в класичному розумінні, однак чимало фактів та деталей сюжету було взято з життя самого автора, про які він дізнався під час дослідження свого грецького родоводу. За основу роману Євгенідіс взяв мемуари інтерсексуала Еркюліни (згодом — Абеля) Барбен, що народився у Франції 1838 року і чия стать помилково була визначена як жіноча.
Серед основних тем роману — соціогенетизм проти біогенетизму, мотив переродження, експлуатування гендерних ролей, дослідження Американської мрії. У романі використано чимало алюзій на давньогрецьку міфологію, такі як Мінотавр і Химера.
Entertainment Weekly, Los Angeles Times і The New York Times Book Review назвали «Середню стать» однією з найкращих книжок 2002 року. 2007 року книжка була показана в «Книжковому клубі Опри».

## Сюжет
«Я двічі з'явився на світ: спершу дівчинкою, у Детройті, напрочуд ясного січневого дня 1960 року; потім, у серпні 1974-го, — хлопцем-підлітком у приймальному відділенні лікарні в Пітоскі, штат Мічиган. Обізнані читачі могли довідатися про мене зі статті доктора Пітера Люса „Статева ідентифікація псевдогермафродитів із синдромом дефіциту 5-альфа-редуктази“, опублікованої 1975 року в журналі „Дитяча ендокринологія“. Чи, можливо, ви бачили моє фото в шістнадцятому розділі нині безнадійно застарілого видання „Генетика та спадковість“. Це я — там, на 578-й сторінці, стою голий біля ростоміра, а очі мої приховані за чорним прямокутником». 

## Український переклад
Середня стать / Джеффрі Євгенідіс ; пер. з англ. Анни Вовченко. — Львів : Видавництво Старого Лева, 2018. — 704 с.